# Один перед любовью
«Один перед любовью» — советский фильм 1969 года режиссёра Георге Водэ, по роману «Один перед лицом любви» Аурелиу Бусуйока.

## Сюжет
Герои фильма — сельские учителя Виорика и Раду, люди высокого нравственного долга. Сельская школа, где они работают, далеко не образцовая. Им, в силу профессии не имеющим права на ошибку, находящихся под взглядами учеников и односельчан, приходится нелегко. Раду, человек пытливого ума, но уже потерявший веру в большую цель, у него больше нет сил на чувства — и для любви к своему делу, и для любви личной. В этих обстоятельствах, приглашение на работу в один из институтов Академии наук даёт Раду шанс вырваться из рутины и обывательщины…

## В ролях
- Мария Сагайдак — Виорика Врабие, учительница
- Виктор Соцки-Войническу — Раду Негреску, учитель математики
- Михаил Волонтир — Обадэ
- Паулина Потынгэ — жена Обадэ
- Трифан Грузин — Иван Леонович, директор школы
- Валериу Купча — Борис Менделевич Майер
- Нина Водэ-Мокряк — Лида Негреску
- Мирче Соцки-Войническу — Павел Ионашку, журналист
- Владимир Зайчук — учитель физкультуры
- Евгения Ботнару — Мария
- Георге Ротэраш — Ион
- Василе Райлян — отец хулигана

## О фильме
Фильм снят по роману «Один перед лицом любви» молдавского писателя Аурелиу Бусуйока, он сам выступил сценаристом фильма. Роман был издан в 1966 году, в 1968 году переведён на русский язык и вышел в издательстве «Советский писатель», получил положительные отзывы критики как привлекающий преодолением скептицизма и безразличия, подвергающий лирического героя требовательному нравственному анализу, а образ Виорики был назван бесспорной удачей автора.
Однако, экранизация, как малоудачная, была сдержанно принята критикой:

Проблематика фильма не нравственного порядка, а социального. Упущение же в том, что в интеллигенции, в героях этого произведения авторы не увидели примет будущего, как и не увидели и примет настоящего в их характерах. Из-за этого фильм фрагментарен. Эскизен. Монолог героя остается нераскрытым, неспетым. Раду Негреску в исполнении В. Войническу-Соцки — герой без будущего. Мыслился же авторами образ Негреску в разрезе, в переходе от смятённого настоящего к зрелому спокойствию в будущем.— журнал «Кодры», 1971 год
При этом критик Евгений Белых назвал фильм — о «пятом времени года», в которое вступают герои:

В фильме «Один перед любовью» среди многих кадров, изумительных по настрою чувств героев, есть один, который память подсказывает мне через годы. На тёмносером фоне предвечерних сумерек идёт (нет, нет, ступает!) по прозрачной глади озера стройная, одухотворённо счастливая девушка в белом-белом платье…— Имена: Эссе / Евгений Георгиевич Белых. — Кишинёв: Лит. артистикэ, 1987. — 337 с. — стр. 262

## Интересный факт
Отмечалось, что Мария Сагайдак (молд. Maria Sagaidac) — исполнительница главной роли учительницы Виорики — практически играла саму себя — она не актриса (в кино попала годом ранее, случайно), а научный сотрудник — с 1971 года кандидат физико-математических наук, преподаватель (с 1973 года доцент) Кишинёвского госуниверситета.